# Riez
Riez è un comune francese di 1 811 abitanti situato nel dipartimento delle Alpi dell'Alta Provenza della regione della Provenza-Alpi-Costa Azzurra.

## Storia
Divenne colonia romana con il nome di Reii Apollinaris al tempo dell'imperatore romano Augusto, nella provincia romana della Gallia Narbonense.
Riez fu sede vescovile dal VI secolo fino al 1801.

## Società

### Evoluzione demografica
Abitanti censiti